# Kevin Systrom
Kevin Systrom (São Francisco, 30 de dezembro de 1983), é um empreendedor e engenheiro de software norte-americano conhecido como o co-fundador e CEO do Instagram. formou-se em 2006 pela Universidade Stanford com uma licenciatura em gestão de ciência e engenharia. Ele co-fundou o Instagram em 2010 com Mike Krieger. Ele também fundou a Burbn, um serviço de compartilhar a localização, baseada em HTML5.
Ele teve sua primeira experiência do "mundo da tecnologia" quando ele era um estagiário no Odeo, a empresa que fez nascer o Twitter. Ele passou dois anos no Google; durante o primeiro, ele trabalhou em Gmail, Google Reader e outros produtos, e durante a segunda ele trabalhou na equipe de desenvolvimento corporativo. Systrom sempre teve uma paixão por produtos sociais que permitem que as pessoas se comunicam mais facilmente, e combinado com sua paixão pela fotografia, Instagram é um ajuste natural.[carece de fontes?]
No ano passado, entrou para a lista dos 30 jovens com menos de 30 anos mais influentes do mundo dos negócios, também da Fortune.
Não é por menos, a rede para compartilhamento de fotos criada em 2010 (hoje também recebe vídeos) foi vendida há dois anos por US$ 1 bilhão ao Facebook. O Instagram é atualmente uma das melhores plataformas de resultado para as marcas, com alto poder de replicação e conversão de ações de Marketing em vendas. E, por isso, querida das empresas Disney, Activision, Lancome, Bana Republic e CW, que investem grande volume de dólares em anúncios no Instagram.  